# Resolución 1142 del Consejo de Seguridad de las Naciones Unidas
La resolución 1142 del Consejo de Seguridad de las Naciones Unidas, aprobada por unanimidad el 4 de diciembre de 1997, tras recordar las resoluciones 1105 (1997) y 1110 (1997), el Consejo prorrogó el mandato de la Fuerza de Despliegue Preventivo de las Naciones Unidas (UNPREDEP) en Macedonia hasta el 31 de agosto de 1998. 
En la resolución se señaló que la misión UNPREDEP desempeñaba un papel importante en el mantenimiento de la paz y la estabilidad en Macedonia, pero se expresó preocupación por la situación en Albania, como se expresó en las resoluciones 1101 (1997) y 1114 (1997). Además, se pidió a Macedonia y Serbia y Montenegro que aplicaran el acuerdo relativo a la demarcación de su frontera común. Acogió con satisfacción la reducción gradual y la reestructuración del número de tropas de la UNPREDEP. El Secretario General Kofi Annan informó de algunos acontecimientos positivos, como la estabilización de la situación en Albania, pero que la paz y la estabilidad en Macedonia también dependían de los acontecimientos en otras partes de la región.
El Consejo de Seguridad prorrogó el mandato de la UNPREDEP hasta el 31 de agosto de 1998, con la prevista retirada del componente militar a partir de esa fecha.  Por último, se ordenó a Kofi Annan que informara sobre las modalidades de la terminación de la UNPREDEP, la retirada de su componente militar y una futura presencia internacional en Macedonia, antes del 1º de junio de 1998.
- Desintegración de Yugoslavia
- Lista de resoluciones 1101 a 1200 del Consejo de Seguridad de las Naciones Unidas (1997-1998)
- Disputa por el nombre de Macedonia
- Guerras yugoslavas
- Lista de resoluciones del Consejo de Seguridad de las Naciones Unidas relacionadas con los conflictos en la ex Yugoslavia